# Бжезно
Бжезно (пол. Brzezno) — село в Польщі, у гміні Казьмеж Шамотульського повіту Великопольського воєводства.
У 1975-1998 роках село належало до Познанського воєводства.